# Attention Deficit (gruppo musicale)
Gli Attention Deficit sono stati un supergruppo heavy metal statunitense, un power trio, formatosi nel 1996. Pur avendo ottenuto un buon riscontro di pubblico, la band si sciolse dopo soli due album a causa dei dissidi interni ad essa. Successivamente i membri formarono delle altre band.

## Formazione
- Alex Skolnick – chitarra
- Michael Manring – basso
- Tim Alexander – batteria

## Discografia
- 1998 – Attention Deficit
- 2001 – The Idiot King